# Аль-Руфей, Эман Хасан
Эман Хасан Аль-Руфей (англ. Iman Hasan Mohammed Al-Rufaye; род. 16 февраля 1982) — иракская шахматистка, международный мастер среди женщин (2006).

## Биография
С конца 1990-х годов одна из ведущих шахматисток Ирака. В 2012 году на чемпионате Ирака по шахматам среди женщин победила со стопроцентным результатом - 9 очков из 9 возможных В 2014 году в чемпионате арабских стран по шахматам среди женщин заняла третье место. В 2016 году на чемпионате Азии по шахматам среди женщин заняла 28-е место.
Представляла сборную Ирака на крупнейших командных турнирах по шахматам:
- в шахматных олимпиадах участвовала пять раз (1998—2000, 2006, 2012, 2016). В индивидуальном зачете завоевала золотою (1998) и две серебряные (2000, 2006) медали;
- в командном турнире по шахматам среди женщин Панарабских игр участвовала два раза (2007-2011). В командном зачете завоевала бронзовую (2007) медаль. В индивидуальном зачете завоевала две золотые (2007, 2011) медали[4].